# دور (فلم)
دور {{بالهندية: डोर}} هو فيلم درامي هندي صدر في عام 2006 من تأليف وإخراج ناغيش كوكونور، ومن بطولة كل من عائشة تاكيا وجول باناج وشرياس تالباد، وهو مقتبس عن فيلم صدر باللغة المالايالامية في عام 2004 بعنوان «بيرومازاكلام» وقد لقي الفيلم استحسان النقاد فور صدوره في 22 سبتمبر 2006.
أنتج الفيلم إيلاه هبتولا، وشارك سوديب تشاترجي بالتصوير السينمائي. كانت اللغة الهندية هي اللغة السائدة خلال أحداث الفيلم مع استخدام عبارات من اللغة الأردية بين الحين والحين، وقد قام سليم سليمان بتأليف موسيقى الفيلم التصويرية.
تدور قصة الفيلم حول امرأتين من خلفيات مختلفة يجمعهما القدر. الأولى هي ميرا (عائشة تاكيا) وهي امرأة شابة تحاصرها التقاليد حيث أصبحت أرملة بعد وقت قصير من الزواج. والثانية هي زينات (جول باناج) التي تواجه مهمة شاقة تتمثل في إنقاذ حياة زوجها الذي يحاكم بتهمة القتل. يساعد باهروبية (شرياس تالباد) زينات في الوصول إلى ميرا التي تمثل خيط الأملل زينات. تتطور العلاقة بين ميرا وزينات خلال رحلتهما معًا وينتج عنها الخلاص لكليهما.

## القصة
تعيش زينات (جول باناج) وهي امرأة مسلمة مستقلة في منطقة هيماشال براديش في الهند، وتوافق على الزواج من صديقها أمير خان (رشاد رنا) رغم تحفظات والديه، ثم يسافر زوجها بعد زواجهما إلى المملكة العربية السعودية للعمل. بينما ميرا (عائشة تاكيا) هي امرأة هندوسية بسيطة من راجاستان يسير كل شيء في حياتها وفقًا للعادات والتقاليد من تربيتها وحتى زواجها من شنكر الذي ينتمي لعائلة راجستانية التقليدية ويعمل في المملكة العربية السعودية. تجد ميرا صعوبة في العيش بدون زوجها رغم بقائهما على اتصال ببعضهما البعض، وعلى الرغم من ان شانكار يرسل راتبه بانتظام إلى المنزل لدعم أسرته التي تتكون من والده، راندير سينغ (جيريش كارناد)، ووالدته غوري سينغ (براتيكشا لونكار)، وجدته لأبيه (أوتارا باوكار) وميرا زوجته، فذات يوم لم تجد ميرا حوالة من شنكار كما اعتاد في كل شهر. ويمر الوقت دون أن تكون هناك أي تحويلات مالية أخرى ولا أي مراسلات من زوجها، فتشعر ميرا بالقلق وتظل تتقصى عن أخباره بطريقه محمومة، وتشعر بالصدمة حين تعرف أن شانكار قُتل في حادث غريب زُعم أن زميله المسلم في السكن هو من تسبب فيه.
يصل خبر وفاة شانكار إلى سينغ هافيلي فيحزن الجميع إلى حزن فقد تحولت ميرا إلى أرملة، وفقد باقي أفراد الأسرة الراعي الوحيد لهم فيلقون باللوم على ميرا لأنها جلبت سوء الحظ لأسرتها، وتتحمل ميرا الشتائم والمعاملة القاسية في صمت.
تسمع زينات على الجهة الأخرى أن زوجها قد اعتقل لقتله رفيقه في السكن في المملكة العربية السعودية، وتظل مقتنعة أنه لا بد أن يكون حادثًا، لكن القانون السعودي لا يرحم ويحكم بإعدام أمير. يشرح لها ضابط هندي أن القانون السعودي يسمح بالإفراج عن المجرم إذا عفت زوجة المتوفى عن الجرم. تحمل زينات صورة لشنكر وأمير وتنطلق للبحث عن ميرا. تلتقي زينات بهروبيا (شرياس تالباد) خلال بحثها عن ميرا ويقدم لها نفسه كفنان متعددة المواهب حيث تتطلب مهنته منه الاستمرار في زيارة أماكن مختلفة لأداء الحيل من أجل كسب العيش، لتكتشف زينات بعد ذلك أنه رجل تافه يخدعها ويسرق ممتلكاتها، إلا أنه يعود لإنقاذ زينات بمواهبه الفنية عندما تكون في مأزق، ويكشف لها عن تعاطفه معها عندما تحكي عن محنتها فيعرض عليها مساعدتها قدر استطاعته. يصل الاثنان في النهاية بعد إجراء الكثير من التخمينات المتعلمة إلى عائلة سينغ هافيلي.
تطلب زينات مباشرة من عائلة سينغ العفو عن خطأ أمير فيضبون منها ويقومون بطردها بعيدًا، إلا إنها تشعر أن التحدث عن ميرا وإقامة علاقات صداقة معها قد يساعد في قضيتها. يترك باهوروبيا زينات ويتمنى لها كل التوفيق في جهودها.
تزور ميرا أحد المعابد لأداء طقوسها اليومية حيث تجري زينات أول اتصال بينهما. تخشى زينات أن تخبر ميرا بالحقيقة فلا تكشف لها عن هيوتها أو سبب قدومها. أصبحت المرأتان صديقتان جيدين خلال بضعة أسابيع وصارتا تقضيان معظم الوقت معًا. تبرز صداقتهم الجزء المفقود في شخصية كل منهم، وحينئذٍ تدرك زينات عجزها، بينما تتعلم ميرا أشياءًا عن الحرية مما يخرجها من قيود التقاليد في هافيلي ويعطيها منظورًا جديدًا لحياتها.
يكون سينغ هافيلي في ذلك الوقت مدين ببعض المال لشوبرا (ناغيش كوكونور) وهو مالك مصنع محلي، وعندما يطلب منه راندير مزيدًا من الوقت لسداد الدين، يقدم له عرض بالعفو عن الدين مقابل الزواج من ميرا. فيحاول راندير إجبار ميرا على الزواج.
تضطر زينات إلى قول الحقيقة لميرا عندما يصلها خبر تنفيذ حكم الإعدام الوشيك، فتصاب ميرا بصدمة لا تصدق عند سماعها لكلمات زينات، وإدراك حقيقة أن صداقتها كانت مبنية على ادعاءات كاذبة هو ما يؤلمها أكثر، فترفض على الفور التوقيع على بيان العفو، وتقول أنها تريد إيذاء قاتل زوجها، حتى لو كان حادثًا غير مقصود لما سببه لها من أذى في حياتها الجديدة. تعود ميرا إلى هافيلي، بينما تحزن زينات بشدة من قرار ميرا لكنها تتقبله في النهاية معتبرة إياه قدرًا قد كتب عليها، وتقرر السفر إلى مسقط رأسها. تغير ميرا لاحقًا موقفها ربما بسبب غضبها من استعداد راندير لبيعها لتشوبرا، فتشجعها جدة زوجها لأبيه وتسرع نحو محطة السكة الحديدية حيث تلتقي بزينات وتعطيها بيان العفو الموقع. تمد زينات يدها من القطار وتلتقط ميرا لتركب مها وتهرب من حياة الوحدة التي تعيشها.

## الممثلون
- عائشة تاكيا: في دور ميرا، وهي فتاة هندوسية من عائلة راجبوت الأرثوذكسية.
- شرياس تالبادي: في دور بدور باهوروبيا، وهو شخصية متعددة الأوجه تلعب دورًا داعمًا لزينات من خلال مساعدتها في العثور على ميرا.
- جول باناج: في دور زينات، وهي زوجة جريئة وحازمة تأمل في إنقاذ حياة زوجها من الإعدام وهذا ما يقودها للبحث عن ميرا.
- جيريش كارناد: في دور راندير سينغ والد زوج ميرا وهو هندوسي أرثوذكسي محافظ تمامًا على العادات والتقاليد ويصبح قاسياً على ميرا بعد وفاة ابنه الذي كان عائلهم الوحيد.
- ناجيش كوكونور: في دور شوبرا، وهو رجل أعمال. يقترح للتنازل عن ديون راندير سينغ مقابل الزواج من ميرا.
- براتيكشا لونكار: في دور جوري سينغ، وهي زوجة راندير سينغ التي تقيد حرية ميرا وخياراتها بحجة العادات والتقاليد.
- أوتارا باوكار: في دور داديما جدة زوج ميرا التي تتحول طبيعتها الغاضبة تجاه ميرا إلى تعاطف بعد مقتل شانكار زوج ميرا وتلعب دورًا مهمًا في خلاص ميرا من الاضطهاد.
- أنيرودا جاتكار: في دور شانكار سينغ زوج ميرا.
- رشاد رنا: في دور أمير خان زوج زينات.

## الإنتاج

### ما قبل الإنتاج
بدأت كتابة قصة فيلم دور عندما كان ناغيش كوكونور يحضر مهرجان الهند السينمائي الدولي في نوفمبر 2005، حيث لمح خلال المهرجان لأحد الصحفيين أنه بدأ بصدد كتابة سيناريو الفيلم التالي، ثم أكد ذلك في مقابلة أخرى أنه بعد مشاهدة فيلم بيرومازاكلام الذي صدر في عام 2005، والذي تستند قصته إلى مقال صحفي، قرر أن يصنع نسخته الخاصة من الفيلم بعد شراء حقوق القصة من مخرج فيلم بيرومازاكلام، إلا أنه أراد إعادة صياغتها بطريقة مختلفة.
أراد ناغيش كوكونور من خلال قصته التأكيد على محنة أبطال الفيلم بشكلٍ منفصل باستخدام الدراما البصرية.
أعلن كوكونور رسميًا في وسائل الإعلام عن البدأ في تصوير الفيلم في أوائل مارس 2006، وذكر أنه من المقرر إطلاقه في أغسطس 2006. رسم كوكونور مفهومه الخاص للشخصيات الرئيسية والشخصيات المساعدة في الفيلم. وذكر كوكونور أن الجوهر في جميع أفلامه هو العنصر البشري وبساطة المشاعر الأساسية التي تربطنا جميعًا. ونظرًا لأن أحداث الفيلم كانت تدور في منطقة راجستان، فقد قام كوكونور باتخاذ كافة الإجراءات والموافقات اللازمة لتصوير المكان والشخصيات بشكل أفضل.

### مواقع التصوير

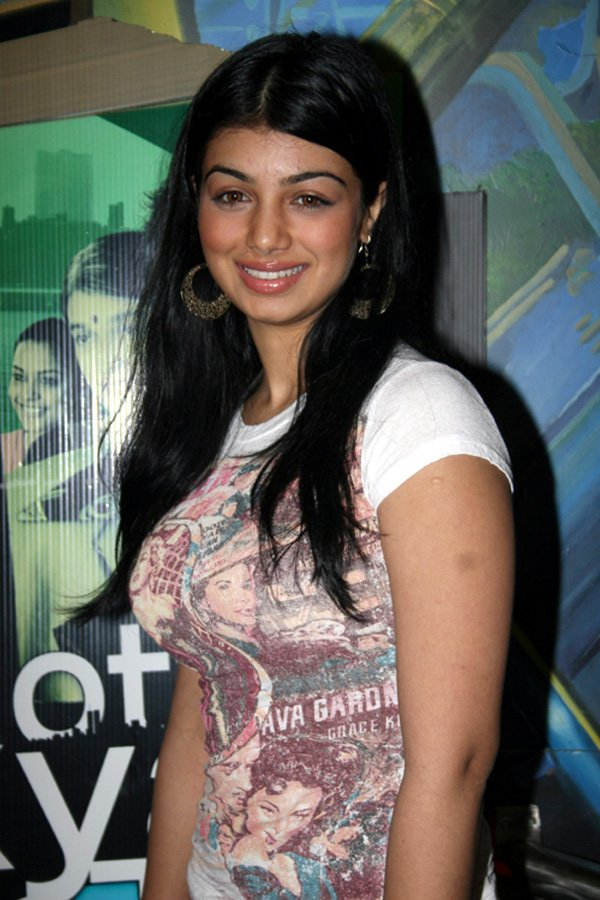
لاقى أداء عائشة تاكيا لشخصية ميرا استحسان النقاد

لم يكن كوكونور قد زار راجستان أو هيماشال براديش من قبل، لكنه شعر أنه سيجد مواقع رائعة للتصوير في هيماشال براديش مثل حي سالوني في منطقة شامبا. سار كل شيء كما خطط له كوكونور أثناء التصوير في راجستان على الرغم من قلة خبرته الجغرافية بالمنطقة. وسمح بإجراء تعديلات طفيفة على المناطق المحيطة.
أشارت أن باناج بينما كانت تصور مشاهدها في راجستان أنها كانت تشعر في بعض الأحيان أن حرارة الصيف الحارقة لا تطاق، إلا أنها أحبت جدول التصوير المستمر الذي يوفر نوع من الاتساق في الشكل والأداء.
كان الأمر مختلفًا قليلاً في هيماشال حيث واجه طاقم العمل صعوبة في تصوير مشاهد الجبال بشكل صحيح، فاضطروا إلى تحويل جميع اللقطات الداخلية إلى خارجية.
اكتمل تصوير الفيلم في 37 يومًا في عدة مواقع من ولاية راجاستان. كانت معظم القصور القديمة في ولاية راجاستان قد تحولت إلى فنادق، فأقام طاقم عمل الفيلم في منتجع قصر يسمى مانوار لبعض الوقت، ثم أقاموا في منتجع قصر في بوخران، بينما كان التصوير يجري في قلعة مهرانجارا في جودبور.
قال كوكونور بعد الانتهاء من التصوير إنه كان الفيلم الأكثر تحديًا له لأنه تضمن قصة واقعية.
تأثرت غول باناج بفيلم كوكونور السابق «روكفورد» الذي كان قد صدر في عام 1999 وظلت على تواصل مستمر معه حتى قرر منحها الفرصة للعب دور زينات في فيلم دور حين شعر أن سمات باناج الشخصية تتناسب مع شخصية زينات في الفيلم، وبعد تجربة أداء ناجحة، تم اختيارها للعب الشخصية التي شعرت أنه من الصعب تصويرها. وصفت باناج كوكونور بأنه رجل متقن لعمله إلى أقصى حد لدرجة أنه ينسي باستمرار تناول الطعام من أجل الاستمرار في العمل مما سبب له التهابًا في المعدة.
قالت جول باناج إن دورها كان متعدد الأبعاد للغاية ومتعدد الطبقات، ومن ثم كان من الصعب جدًا لعب الشخصية بيد أن كوكونور ساعدها في أداء الشخصية بسهولة، وكان ينظر إلى أدق التفاصيل وقدم دعمًا كبيرًا لها كممثل. ضمت المنتجة التنفيذية للفيلم إلاهي هيباتولا صوتها لصوت جول باناج.
كان كوكونور قد لاحظ عائشة تاكيا في فيلم سوشا نا ثا الذي صدر في عام 2004 وحينها اقتنع بمهاراتها التمثيلية فأسند لها لعب شخصية ميرا في فيلمه دور. قالت عائشة تاكيا إنه على الرغم من كون شخصيتها قد استنزفتها عاطفياً، إلا أنه لم يكن من الصعب أدائها، بل مكنتها من أن تتعلم الكثير عن الحياة. وقالت كذلك أن فيلم دور كان بالفعل تحديًا مثيرًا لها كممثلة، وعبرت عن كونها سعيدة لأنه كان أيضًا دورًا فريدًا للغاية لم يتمكن الكثير من الممثلين من القيام به في مثل هذه السن المبكرة.
لم يفكر كوكونور في اختيار شرياس تالبادي منذ البداية لأداء شخصية تجيد التنكر بل كان من المقرر أن الدور لرجل عجوز، ولكنا عندما جاءته فكرة مشهد الشخصيات الثلاث الرئيسية وهم يرقصون في الكثبان الرملية، أدرك أن شخصية أكبر سنًا لن تستطيع الرقص بشكل واقعي في الصحراء. فشعر كوكونور على الفور أن شرياس تالبادي الذي كان يعرفه يستطيع التقليد ويمكن الاستعانة به في هذا الدور.
قال كوكونور الذي عمل سابقًا مع جيريش كرناد إنه كان مصدر القوة للفيلم وأضاف أنه وجده ممثلًا جيدًا وإنسانًا جيدًا. لاحظ تالبادي الذي كان قد لعب الشخصية الرئيسية في فيلم كوكونور السابق «إقبال» في عام 2005 لهجة أهل ولاية راجاستان وتمكن من محاكاة لهجتهم ولغة جسدهم.
قال تالبادي عن كوكونور إنه على الرغم من أن المرء يميل إلى المبالغة كممثل في معظم الأوقات، فإن الطريقة التي يتعامل بها مع الشخصية كمخرج، تجعلك تشعر أنه من السهل جدًا بالنسبة لك تجسيد الشخصية. طلب تالبادي بعد أدائه لشخصيته في فيلم دور لأداء المزيد من فن التقليد، حكى تالبادي أنه كان جيدًا في التقليد أثناء دراسته في الكلية، وقد لاحظ كوكونور هذه الموهبة لديه أثناء تصوير فيلم إقبال. عبر تالبادي أيضًا عن سعادته بالعمل مع الممثلين المشاركين في الفيلم مثل جول باناج وعائشة تاكيا على الرغم من حرارة الجو الحارقة البالغة 45 درجة مئوية (113 درجة فهرنهايت).
كتب كوكونور سيناريو الفيلم في البداية باللغة الإنجليزية، ثم ترجمه إلى الهندية.

## الإيرادات
حقق فيلم دور بحلول نهاية عام 2006 أكثر من 38 مليون روبية في الهند.